# Necrosuchus
Necrosuchus — це вимерлий рід кайманів із Аргентини, який жив в епоху палеоцену (селандський вік, близько 60 мільйонів років тому). Він мешкав у річково-озерному середовищі патагонської формації Саламанка.

## Історія
Викопні рештки Necrosuchus були знайдені 3 квітня 1931 року під час першої експедиції Скарріта в аргентинській формації Саламанка та представлені американському палеонтологу Чарльзу С. Муку. Однак Мук, зайнятий іншими дослідженнями, не зміг сам описати зразок. Оскільки початковий опис в той час вважався життєво необхідним для роботи кількох студентів-дослідників, Мук повернув зразок Джорджу Г. Сімпсону для вивчення. Зрештою він опублікував свій попередній опис у 1937 році, написавши, що його дослідження «тільки проводять це дослідження настільки, наскільки це необхідно» в надії, що більш детальний опис пізніше буде опублікований самим Муком. Однак цього не сталося, і посткраніальний не був описаний до 2012 року. Голотип AMNH 3219 складається з більшої частини посткраніальної анатомії разом із правим зубом і різноманітними фрагментами черепа, які не були визнані такими в 1937 році. Хоча інші матеріали з палеоценової Патагонії мають схожість з Necrosuchus, жоден із них не може бути безпечно віднесений до самого роду.
Сімпсон пояснює значення родової назви як складне слово «nekros», що означає «мертвий», і «suchus», що означає крокодил. Сімпсон описав, як «одна жінка з добрих намірів запитала нас, чи він мертвий», що надихнуло його на вибір родової назви. Видова назва стосується Лас-Віолетас: іон латиною означає «фіолетовий».

## Опис
Зуби Necrosuchus розташовані більш-менш рівномірно по всьому голотипу, лише 12-й і 13-й зуби лежать ближче один до одного, ніж інші (проте навіть тоді без прямого контакту). Верхній край щелепи помітно увігнутий між 1-м і 4-м зубами і між 4-м і 13-м, після чого залишається прямим. Зуби дуже мало відрізняються один від одного за морфологією, однак різниця в розмірі зубів є разючою та майже дорівнює за ступенем різниці у сучасних представників роду Caiman. Попри те, що ступінь збільшення подібний, розподіл не такий самий і більше подібний до того, що спостерігається у Leidyosuchus (багато видів, які використовуються для порівняння, тепер вважаються Borealosuchus), згідно з Сімпсоном. Перші два зуби мають однаковий розмір, потім розмір третього зуба зменшується. 4-й зубний зуб є найбільшим на нижній щелепі, за ним слідує серія помітно менших зубів (подібний стан спостерігається у нинішніх кайманів). Проте, на відміну від сучасних таксонів, 13-й зуб збільшений до такої міри, що він майже конкурує з 4-м зубним зубом за розміром, а перехід у розмірі до і після нього набагато менш різкий. Статус 13-го зуба як другого за величиною зуба в зубній частині відрізняє Necrosuchus від усіх інших кайманів, крім Purussaurus brasiliensis і деяких видів Paleosuchus. Necrosuchus відрізняється від Purussaurus своєю тонкою гілкою нижньої щелепи, а також розміром перших чотирьох зубців, а від Paleosuchus — анатомією атлантальних ребер і відсутністю медіолатерального стиснення задніх зубних зубів.
Посткраніальні залишки включають 4 дорсальні хребці, які збереглися в зчленуванні. Вони є процеальними з прямокутними нервовими шипами та позбавлені поперечних відростків через збереження. У якийсь момент у минулому хребці були визначені як дорсальні 5–8, але основа для такого призначення невідома. Однак дослідження Брошу підтверджує, що це припущення було правильним, виходячи з анатомії гіпофізарного кіля. Останні два дорсалі також збереглися в зчленуванні з крижовими хребцями. Шви дорсального та сакрального нейроцентралів не зрощені та все ще відкриті, що свідчить про те, що на момент смерті тварина ще не була повністю дорослою. Грудний пояс значною мірою зберігся, з частинами обох лопатково-коракоїдних кісток (без лопатки), обох плечових, ліктьових і променевих кісток, а також однієї радіальної кістки. Вони багато в чому нагадують передні кінцівки сучасних крокодилів. Обидва тазові пояси збережені, хоча одна клубова кістка викривлена, але відповідна кістка іншого боку зберігає свій природний стан. На задніх кінцівках зберігаються стегнова кістка, гомілкова кістка, частини малогомілкової кістки та різні кістки стопи. Остеодерми збереглися, але не в артикуляції.